# Клинге, Татьяна Геннадьевна
Татья́на Генна́дьевна Кли́нге (урожденная Медведева, род. 17 ноября 1970 года, Караганда, КазССР, СССР) — мастер спорта международного класса по настольному теннису, чемпионка Европы среди кадетов, многократная чемпионка СССР, Казахстана и России.

## Биография
Родилась 17 ноября 1970 года в Караганде.
Настольным теннисом начала заниматься в возрасте 6 лет у своего отца и тренера Геннадия Федоровича Медведева.
В 1982 году, в возрасте 12 лет заняла первое место на III Всеказахстанских играх молодежи и турнире памяти Маншук Маметовой. После успешного выступления её включили в состав Центрального физкультурно-спортивного общества «Спартак», где она продолжала повышать свой игровой уровень.
В 1985 году на чемпионате Европы среди кадетов заняла третье место. В том же году на юношеском чемпионате СССР выиграла серебряную медаль.
После успешного выступления на чемпионате Европы, в феврале 1986 года ей было присвоено спортивное звание «Мастер спорта международного класса».
В 1987 году она переехала в город Санкт-Петербург (Россия) и выступала за спортивное общество «Динамо», в течение шести лет тренировалась под руководством известных российских тренеров Анатолия Бондаренко, Владимира Турчинского.
В 1993 году венгерский наставник Гаабар Рошташ пригласил Татьяну в клуб «Postas» и она стала серебряным призёром чемпионата Венгрии.
В период с 1994 по 1997 год Татаьяна Клинге играла в шведских командах «Norrköping», «Spårvägen» и дважды становилась вице-чемпионом страны.
В возрасте 27 лет завершила спортивную карьеру.
На сегодняшний день проживает в Швеции и работает финансовым директором в компании «Broadgate Asset Management» Архивная копия от 9 декабря 2021 на Wayback Machine.

## Спортивные достижения
1982 — 1 место на III Всеказахстанских играх молодежи в одиночном разряде;
1985 — 3 место на чемпионате Европы среди кадетов;
1985 — 2 место на чемпионате СССР среди кадетов;
1991 — 3 место на чемпионате СССР в смешанном парном разряде;
1991 — 1 место на чемпионате СНГ в смешанном парном разряде;
1992 — 2 место на чемпионате СНГ в одиночном разряде;
1993 — 1 место на чемпионате России в одиночном разряде;
1993 — 1 место в одиночном разряде на всесоюзном турнире;
1993 — 2 место на чемпионате Венгрии в парном разряде;
1995 — 2 место на чемпионате Швеции в одиночном разряде.

## Клубная карьера
1982—1986 — ФСО «Спартак» (Караганда);
1986—1987 — ФСО «Динамо» (Одесса);
1987—1992 — ФСО «Динамо» (Санкт-Петербург);
1993—1994 — клуб настольного тенниса «Postas» (Венгрия);
1994—1995 — клуб настольного тенниса «Norrköping» (Швеция);
1995—1997 — клуб настольного тенниса «Spårvägen» (Швеция).

## Образование
1977—1987 — средняя школа № 92 города Караганды;
1997—1999 — гимназия «Komvux», Швеция;
2005—2006 — Шведская ассоциация бухгалтерских консультантов, Швеция;
2015—2016 — Ассоциация сертифицированных бухгалтеров «FAR», Швеция.

## Награды
2021 — медаль «За заслуги в развитии настольного тенниса в Республике Казахстан» второй степени.